# Can Bosquerons
Can Buscarons és una masia de Montornès del Vallès (Vallès Oriental) protegida com a bé cultural d'interès local.

## Descripció
Es tracta d'una masia de carener perpendicular a la façana i teulada de dues vessants. A la façana s'hi pot veure l'ampliació a la banda de ponent en afegir-hi unes galeries i aprofitant el desnivell del terra unes quadres. La façana principal té una porta de mig punt i dovelles de grans dimensions; a la pedra clau hi ha les inicials "M B". Al damunt de la porta hi havia una finestra gòtica d'arc trilobulat amb decoració a la línia de les impostes que actualment ha desaparegut. A data de 2015 l'interior era ple de runa i amb el sostre ensorrat. Cal destacar, però, una habitació que hi ha entrant a mà dreta, on, d'una arcada, pengen uns ganxos que devia ser la llar de foc, doncs al voltant de l'estança hi ha un banc adossat a la paret. Hi ha dues habitacions més arcades rodona cadascuna.

## Història
Diversos autors diuen que la casa ja existia l'any 970. Més explícitament nomenada es troba l'any 1121 en una donació que es fa a la Canonja dels Alous que tenia Albert Canonge. El 1124 o 1129 es ven el "mas Boscherons i ses pertinences". A l'interior de l'edifici hi ha una biga de fusta molt gruixuda que diu: 1821 o 1321, no es pot llegir bé. A la part posterior de la casa hi ha una finestra amb una llegenda que no es veu bé.